# Inwood (Virginie-Occidentale)
Pour les articles homonymes, voir Inwood (homonymie).
Inwood est une census-designated place située dans le comté de Berkeley, dans l’État de Virginie-Occidentale, aux États-Unis. Lors du recensement de 2020, elle comptait 3 426 habitants.